# Heimatmuseum Ronnenberg
Das Heimatmuseum Ronnenberg ist ein Heimatmuseum in der Stadt Ronnenberg in der Region Hannover in Niedersachsen.

## Geschichte
Nach der Schließung des 1975 abgesoffenen Kaliwerks Ronnenberg richtete im Sommer 1976 der Heimatbund Ronnenberg unter Leitung von Bruno Kaleschke in der ehemaligen Werkskantine ein Heimatmuseum ein. Die Räumlichkeiten des Gebäudes an der Gehrdener Straße reichten für die angesammelten Ausstellungsstücke bald nicht mehr aus.
Am 17. Juni 1978 eröffnete das Museum an neuer Stelle.
Das denkmalgeschützte Wohngebäude eines 1868 erbauten und zuvor leerstehenden städtischen Bauernhofs im Ronnenberger Ortskern (Über den Beeken 13) wurde in Eigenarbeit ausgebaut.
Nach vierjähriger Schließung zu Renovierungszwecken wurde das Museum am 19. Mai 2024, dem Internationalen Museumstag, wiedereröffnet. Durch den Anbau eines neuen Treppenhauses mit Aufzug ist es nunmehr barrierefrei zugänglich. Der Haupteingang wurde auf die Vorderseite verlegt und die Ausstellung wurde neu gestaltet. Außerdem richtete die Stadt Ronnenberg im Erdgeschoss des Gebäudes ein Trauzimmer ein.

## Ausstellung
Die sogenannte Ratsstube im Erdgeschoss ist eine weitgehend im Originalzustand vom Ende des 19. Jahrhunderts erhaltene „gute Stube“ einer wohlhabenden Calenberger Landwirtsfamilie.
In einem großen Bereich des ersten Stocks werden Exponate zum Kalisalzbergbau in Ronnenberg gezeigt. Das Museum erhielt die Bestände des Ende 2013 aufgelösten Bergmannsvereins Glück Auf von 1908 Ronnenberg.
Die gut einen Meter große Barbara-Statue stammt aus der 2016 geschlossenen katholischen Kirche Heilige Familie im Stadtteil Empelde.
Ein Ausstellungsbereich ist der Geschichte der Juden in Ronnenberg gewidmet. Weitere Bereiche betreffen die Zwangsarbeiter und Flüchtlinge in Ronnenberg und die Lager in Benthe und Empelde.
Es gibt Exponate zur heimischen Tierwelt und ein altes Klassenzimmer mit Holzbänken und Schiefertafel. Eine Wohnküche und Haushaltsgegenstände stammen aus den 1950er Jahren.
Im Dachgeschoss gibt es Ausstellungsobjekte aus der Landwirtschaft und teils komplette Werkstatteinrichtungen aus mehreren Handwerksberufen.
Es gibt im Heimatmuseum hin und wieder Sonderausstellungen von Hobbykünstlern oder zu lokalgeschichtlichen Themen sowie Autorenlesungen und Veranstaltungen des Heimatbundes.

## Trägerverein
Zunächst betrieb und verwaltete der Heimatbund Ronnenberg das Heimatmuseum. Im Oktober 1985 gründeten 45 Personen den Museumsverein Stadt Ronnenberg e. V. Seither ist der Verein mit im Jahr 2018 gut 200 Mitgliedern der Träger des Museums.

## Besucher
Unter den etwa 2200 Besuchern des Heimatmuseums Ronnenberg pro Jahr sind auch viele Schulklassen.
Das Museum ist sonntags von 15 bis 17 Uhr und nach Vereinbarung geöffnet.